# چی موینی
چی موینی (به لاتین: Trzy Młyny) یک روستای لهستان در لهستان است که در Gmina Krokowa واقع شده‌است.